# ヴォラピュク版ウィキペディア
ヴォラピュク版ウィキペディア（ヴォラピュクばんウィキペディア、Vükiped）は、人工言語「ヴォラピュク」で執筆されているウィキペディアである。2003年に開設された。2023年3月現在、記事数は約33,000本。
2007年夏、管理者の一人がボットと呼ばれるプログラムによってヨーロッパやアメリカの自治体に関するスタブ（短い記事）を大量に自動生成したことで、記事数の上では急激な成長を遂げた。2007年6月初めには約5500記事しかなかったが、9月8日には10万記事を達成している。
記事のうち約90%が都市についてのものであり、それらの大部分が非常に短い記事である。また、ウィキペディア・プロジェクトでは「すべての言語版にあるべき項目」として百科事典に必須な項目をリスト化しているが、これらの大半（例えば地球、第二次世界大戦、ナポレオン、キリスト教、鳥、原子など）が未執筆である。一旦閉鎖しウィキメディア・インキュベーターへ移す提案も出されたが否決された。2022年にはボットにより作成された記事の大半が削除され、記事数が約12万から約3万に下がった。

## 統計
2023年3月20日の統計より。
- 純記事数： 33,238
- 総項目数： 149,421
- 登録者数： 33,383名（うち過去30日間に活動記録がある利用者は39名。管理者は2名）

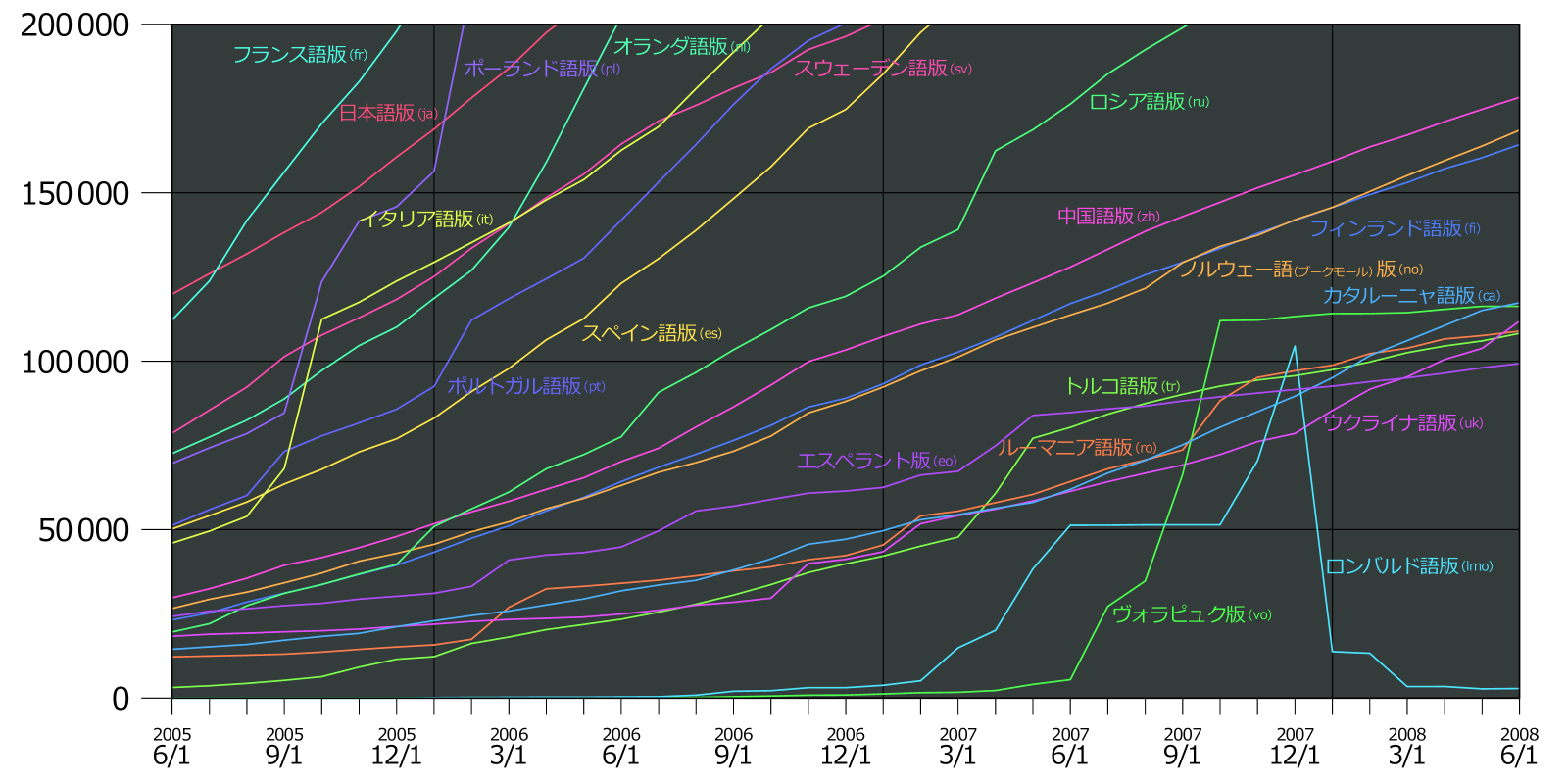
2005年6/1から2008年6/1までの、各言語版の記事数の推移。ヴォラピュク版（黄緑）とロンバルド語版（水色）の、ボットを使用した急激な記事数増加が目立つ。